# 斯蒂勒·西韦特森
斯蒂勒·西韦特森（挪威語：Sture Sivertsen，1966年4月16日—），挪威男子越野滑雪运动员。他曾代表挪威参加1994年和1998年冬季奥林匹克运动会越野滑雪比赛，共获得一枚金牌、一枚银牌和一枚铜牌。